# Bojišče
Bojišče je prostor, kjer se odvija vojaški spopad med oboroženimi silami dveh ali več sovražnih držav. 
Bojišče je lahko:
- majhno oz. lokalno (npr. Slovenija med slovensko osamosvojitveno vojno) ali pa veliko oz. globalno (npr. Evropa med drugo svetovno vojno);
- kopensko, zračno ali vodno (rečno/jezersko/pomorsko).